# Albanus van Mainz

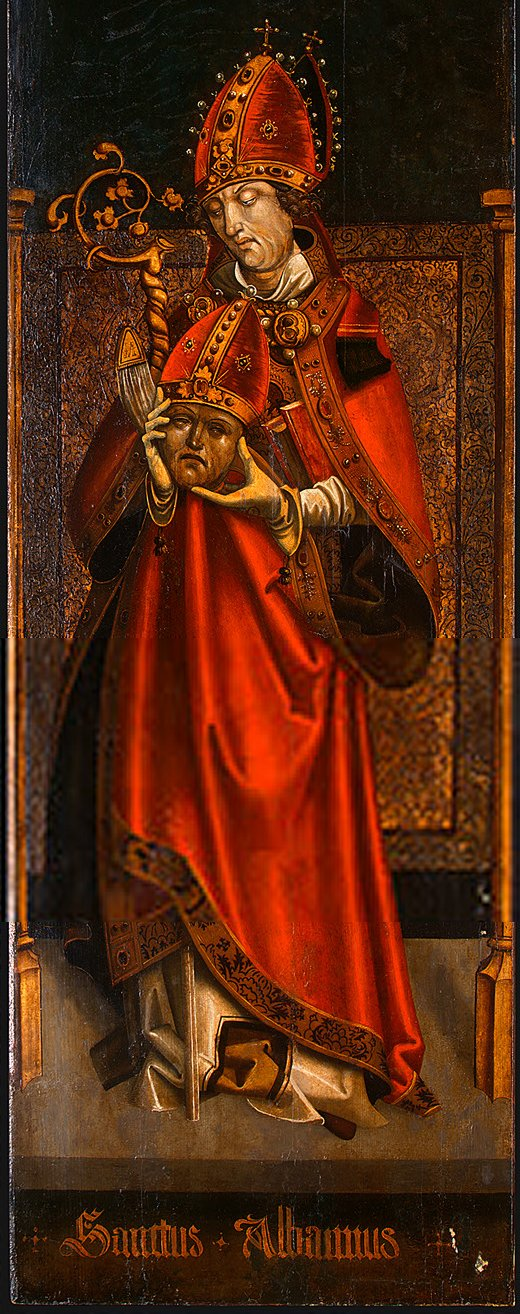
Albanus

De heilige Albanus van Mainz (Duits: Alban; Frans: Auban) (Naxos, mogelijk ook Africa, rond 360 - Mainz, vermoedelijk 407) was een priester en missionaris, die tijdens de grote inval in het Romeinse Rijk (begonnen op oudejaarsdag 406) waarschijnlijk in 407 de martelaarsdood stierf in de Mogontiacum, de hoofdstad van de voormalige provincie Germania Superior, het huidige Mainz. Hij zou zijn onthoofd. Hoewel de exacte feiten over zijn leven onzeker zijn, wordt er in het algemeen niet aan zijn bestaan getwijfeld.

## Leven
Albanus was een priester die met zijn collega Ursus via Rome naar Milaan trok. Het duo was op de vlucht voor aanhangers van het arianisme die hen van het eiland Naxos in de Egeïsche zee zouden hebben verjaagd.
In Milaan werden ze door bisschop Ambrosius van Milaan vermoedelijk ergens in de jaren 380 als missionaris naar Gallië en Germania gestuurd. Ursus zou in de stad Augusta het martelaarschap hebben gevonden. Dat kan Aosta, maar ook Augsburg zijn geweest. Volgens sommige auteurs zou Albanus door de regio Namen zijn gereisd alvorens hij zich vanaf ongeveer 404 in de stad Mogontiacum (het huidige Mainz) vestigde. 
Nadat op oudejaarsdag van het jaar 406 een coalitie van drie stammen, de Vandalen, Sueven en Alanen, de bevroren Rijn was overgestoken vond kort daarop de slag bij Mainz plaats. Hier wist de coalitie van de drie stammen een strijdmacht van de Ripuarische Franken nipt te verslaan. Kort daarna viel Mogontiacum (Latijnse naam voor Mainz) in vijandelijke handen. Bij deze gebeurtenis zou Albanus door de Vandalen zijn onthoofd.
De negende-eeuwse Mainzer bisschop Hrabanus Maurus schreef in zijn martyrologie over Albanus. Hij zou door bisschop Ambrosius van Milaan als missionaris naar Gallië zijn gezonden. In Mogantiacum zou Albanus bisschop Aureus van Mainz hebben geholpen om opnieuw de bisschoppelijke zetel in te nemen. De gebeurtenissen van 406/407 gooiden echter roet in het eten. Aureus zou door de Vandalen zijn gedood en Albanus zou tijdens het gebed zijn onthoofd.
Volgens de legende zou Albanus zijn hoofd in zijn handen hebben meegedragen naar de plaats waar hij begraven wilde worden.
Op zijn graf werd een kerkje gebouwd. dat op bevel van keizer Karel de Grote werd gerenoveerd. Ook bouwde Karel te zijner ere en die van zijn in 794 overleden derde vrouw Fastrada de Benedictijnse abdij van Sint Albanus bij Mainz. Dit werd het centrum van een grote kloostergemeenschap. Gedurende lange tijd zouden hier de bisschoppen van Mainz worden bijgezet. Het klooster werd in 1552 verwoest en nooit meer herbouwd.
Sint Albanus van Mainz moet niet worden verward met de heilige Sint Albanus, die de marteldood vond in Verulamium (thans St Albans, Hertfordshire, Engeland). Vanwege zowel de gelijkenis in naam als in de manier van overlijden blijkt verwarring echter onvermijdelijk. Zo wordt bijvoorbeeld in het wapen van het Oost-Tirolse Matrei Albanus van Engeland afgebeeld, dit hoewel Albanus van Mainz de lokale patroonheilige is.
In de beeldende kunst wordt de onthoofde Albanus van Mainz doorgaans met zijn hoofd in zijn handen afgebeeld.

## Verering
Zijn feestdag is op 21 juni. Albanus is de patroon van Mainz en van de landbouwers en worden aanroepen tegen onweer, hals- en hoofdpijn, pest, nierstenen en epilepsie.
Sinds de 11e eeuw worden relieken van Sint Albanus in de Sint-Albanuskathedraal in Namen vereerd. Ze zijn deel van de beschermde kunstschatten van de kathedraal van Namen.

## Externe bronnen
- Albanus van Mainz op www.catholic.org
- Albanus van Mainz op saints.sqpn.com